# Monty Budwig
Monty Rex Budwig (* 26. Dezember 1929 in Pender, Nebraska; † 9. März 1992 in Los Angeles, Kalifornien) war ein US-amerikanischer Jazz-Bassist.

## Leben und Wirken
Budwig besuchte die High School in Los Angeles. Nachdem er 1951 mit Vido Musso aufgetreten war, diente er drei Jahre bei der US Navy. 1954 ging er nach Los Angeles, wo er bald ein gesuchter Studiomusiker war. Er trat mit Barney Kessel auf, war 1954 bis 1955 Mitglied des Red Norvo Trios und anschließend des Orchesters von Woody Herman. Budwig arbeitete mit Zoot Sims, Shelly Manne, Shorty Rogers, Russ Freeman, Terry Gibbs, Bill Evans, Benny Goodman, Carmen McRae, Bud Shank, Bob Cooper, Vince Guaraldi, Cal Collins und später auch mit Ellyn Rucker. Durch Jazz-at-the-Philharmonic-Konzerte wurde er auch in Europa bekannt.
Daneben wirkte er an etwa dreihundert Alben mit. 1978 spielte er als Bandleader das Album Dig, u. a. mit seiner Frau Arlette McCoy, ein.

## Diskographische Hinweise
- Shelly Manne & His Men: Concerto for Clarinet & Combo (Contemporary, 1957)
- Shelly Manne & His Men at The Black Hawk (Contemporary, 1960)
- Bill Smith: Folk Jazz (1960)
- Bill Evans: Empathy (Verve, 1962)
- Vince Guaraldi Trio: Jazz Impressions of „A Boy Named Charlie Brown“ (Pacific, 1964)
- Dig mit Willie Bobo, Bob Brookmeyer, Joe Diorio, Billy Higgins, Arlette McCoy, Tom Ranier, 1978
- The Good Life mit Frank Capp, Barney Kessel, Paul Smith, 1988

| Personendaten    | Personendaten                          |
| ---------------- | -------------------------------------- |
| NAME             | Budwig, Monty                          |
| ALTERNATIVNAMEN  | Budwig, Monty Rex (vollständiger Name) |
| KURZBESCHREIBUNG | amerikanischer Jazzbassist             |
| GEBURTSDATUM     | 26. Dezember 1929                      |
| GEBURTSORT       | Pender, Nebraska                       |
| STERBEDATUM      | 9. März 1992                           |
| STERBEORT        | Los Angeles, Kalifornien               |